# Juzet-de-Luchon
Juzet-de-Luchon település Franciaországban, Haute-Garonne megyében. Lakosainak száma 372 fő (2022. január 1.). Juzet-de-Luchon Bossòst, Bagnères-de-Luchon, Montauban-de-Luchon, Moustajon, Salles-et-Pratviel, Sode és Antignac községekkel határos.

## Népesség
A település népességének változása:
| Lakosok száma | 223  | 286  | 331  | 390  | 377  | 367  | 369  | 381  | 378  | 372  |
|               | 1968 | 1982 | 1990 | 2006 | 2013 | 2015 | 2017 | 2019 | 2020 | 2022 |